# Département de la planification et des finances
 (août 2023).
Le Département de la planification et des finances est un organe du Comité Central du Parti du travail de Corée. Il a été dirigé jusqu’au en 2009 par Pak Nam-gi qui a été exécuté en 2010 à la suite d'une réévaluation du won nord-coréen catastrophique.